# Municipio de Santa Cruz Tlaxcala
El municipio de Santa Cruz Tlaxcala es uno de los 60 municipios que conforman el estado de Tlaxcala, México. Su cabecera es la localidad de Santa Cruz Tlaxcala.
Está ubicado en el centro del estado, colinda al norte con los municipios de Apizaco y Tzompantepec; al sur con el municipio de Contla de Juan Cuamatzi; al este con el municipio de Coaxomulco; y al oeste con el municipio de Amaxac de Guerrero.

## Turismo
Santa Cruz Tlaxcala es sede de la antigua fábrica textil "La Trinidad"  que ahora es un centro vacacional. Este centro vacacional es propiedad del Instituto Mexicano del Seguro Social, el cual cuenta con diversas áreas recreativas como hospedaje, albercas y campamento. Este centro vacacional es el más grande del municipio, cabe mencionar que se encuentran diversos centros recreativos como; : "Las truchas", "Santa lucía", Xochitla", "Las cumbres", entre otros, los cuales brindan servicios de alberca.  En este municipio existen distintos templos, haciendas y balnearios. Entre las más representativas está la Parroquia de la Santa Cruz. La Parroquia de la Santa Cruz fue construida a finales del siglo XVI, su fachada consta de tres cuerpos. La entrada está compuesta por un arco de medio punto. Dentro de la Iglesia se encuentra una cruz con relieves, en el centro se tiene un reloj. En la sección derecha de la iglesia se encuentra un campanario de tres niveles con columnas de estilo salomónica, una pequeña cúpula y una cruz latina.Dentro de ella existe una pila bautismal de piedra volcánica realizado por los indígenas del lugar.Los retablos antiguos son lo más distintivo de la parroquia.Entre los más importantes esta el dedicado a las almas del purgatorio, el retablo de la Santa Cruz, de Santa Elena, y el de Santa Rosalía que fue realizado en el siglo XVII y XVIII. A los lados del altar se encuentran los pecados capitales junto con Adán y Eva y los sacramentos con escritos en lengua náhuatl. Finalmente en la parte superior se encuentra la Santísima Trinidad y ocho ángeles con símbolos de la pasión.

## Clima
En el municipio el clima se considera templado subhúmedo, con régimen de lluvias en los meses de mayo a octubre. Los meses más calurosos son de marzo a mayo. La dirección de los vientos en general es de norte a sur.
Igualmente la temperatura promedio anual máxima registrada es de 25.4 grados centígrados. La precipitación promedio mínima registrada es de 7.3 y la máxima de 165.8.

## Región
Llanos y lomeríos del centro, conecta con el río Zahuapan que va a llegar a Atlihuetzia.

## Vegetación
Flora:
Gran parte del municipio esta asentada en las faldas del volcán La Malinche, por ello se encuentra bosque de encino,asociado al ocote chino y pino blanco.
El resto del territorio de éste, está ocupado por áreas de cultivo y asentamientos humanos donde la vegetación es secundaria representada por ejemplo: sauce,sauce llorón, fresno,álamo blanco, tepozan, cedro blanco y algunos frutales tales como: capulin, tejocote y zapote blanco.
Fauna:
No obstante del crecimiento urbano, en el territorio aún es común hallar: conejos, liebres, tlacuaches,ratas,ratones y algunos reptiles como la víbora de cascabel

## Comunicaciones terrestres
Prácticamente a un costado de la carretera del municipio están las vías de ferrocarril, ruta que se genera en Apan, atraviesa el estado de noroeste a sureste pasando por Muñoz, Apizaco, Contla de Juan Cuamatzi, Chiautempan y Papalotla.

## Religión
Es visto que en el municipio ya se encuentran varias religiones en práctica, pero la dominante es la católica, ya que en el santo patrono venerado es el “Señor del Coro” conocido como santuario, cientos de personas vienen el segundo viernes de cuaresma a ser bendecidos por este Santo, de todos los municipios y de algunos otros estados del país.
La iglesia toda construida de piedra y con el portón de madera es una reliquia considerada en la región, aunque en los últimos años está muy deteriorada ya que para muchos habitantes no es rentable mantener al templo, encontrándose iglesias aledañas en mejores condiciones y conservadas por los habitantes de cada pueblo.

## Fiestas, danzas y tradiciones
En el Estado de Tlaxcala las danzas y la música típica tradicional, se relacionan primordialmente con las festividades religiosas paganas y con las festividades del carnaval. Ambas son parte de la identidad comunitaria e histórica del pueblo tlaxcalteca.
La música y las danzas se heredan de una generación a otra ya sea como danzante o como intérprete, aunque los que participan directamente son realmente grupos reducidos de personas, una gran parte de la población de cada comunidad participa tradicionalmente como espectador o colateralmente en la organización y preparación de los festejos.
Festejos de carnaval.- En el municipio se celebra el carnaval, el cual da inicio a las 16 horas del día domingo de carnaval, terminando el martes de carnaval en el parque. Salen a danzar cada una de las camadas de paragüeros o catrines de las casas de los capitanes, primero sólo salen los hombres, de las 8 de la mañana a las 14 horas y a partir de las 16 horas salen las mujeres. Concluye a las 20 horas frente a la presidencia municipal. La música que acompaña su baile, no se halla restringida a un solo género musical y su origen es diverso, regularmente recurren a los "grandes éxitos del momento", canciones o melodías de popularidad en las estaciones de radio y televisión. A la vez son temas que encuentran aceptación en los bailes de ferias locales. El traje es carnavalesco, consiste en sombrero de copa y máscara tallada con rasgos faciales afrancesados, levita, pantalón negro y un elegante paraguas.
Festejos al Patrono del Lugar.-La fiesta que se realiza es en honor a la Santa Cruz, la cual inicia nueve días antes del 3 de mayo con el llamado novenario. Diariamente se ofician misas por las mañanas y se organizan rosarios a partir las 17 horas. El día principal (3 de mayo), por la mañana, entre las 5 y 6 horas, se cantan las "mañanitas" en honor a la Santa Cruz, acompañadas de la banda de música y los mariachis. Inmediatamente después se celebra una misa con salva de cohetes y repique de campanas.
Festejos al "Señor del Coro".- Otra de las celebraciones que se realiza, son los festejos al "Señor del Coro", este se lleva a cabo el segundo viernes de cuaresma en el cual cientos de peregrinos provenientes de diferentes lugares del país, acuden a visitar al santo patrono. Durante su visita, se oficia una misa en honor al "Señor del coro", y al finalizar, el la explana del mercado se ofrece a los peregrinos una comida en agradecimiento a su visita, pueden disfrutar de las danzas de las camadas, así como la venta de "antojitos mexicanos", pulque y cazuelas hechas de barro.

## Educación
La Universidad Nacional Autónoma de México (UNAM) se instaló en Tlaxcala a través del Sistema Universidad Abierta y Educación a Distancia (SUAyED) en el año 2005. Situada en el recinto de la exfábrica textil originalmente llamada “San Manuel de Morcom”, en San Miguel Contla, perteneciente al municipio de Santa Cruz Tlaxcala. Este inmueble es una joya arquitectónica con estilo neoclásico y sistemas constructivos originales de la Revolución Industrial.
Para el año 2016 el SUAYED UNAM ofrece once programas de licenciatura en la modalidad a distancia.
Las carreras que se ofrecen son:
- Administración
- Ciencias de la Comunicación (Opción Periodismo)
- Ciencias Políticas y Administración Pública (Especialización en Administración Pública)
- Contaduría
- Derecho
- Diseño y Comunicación Visual
- Economía
- Informática
- Psicología
- Trabajo Social
- Enfermería